# Happiness?
Happiness? – trzeci solowy album studyjny perkusisty grupy Queen, Rogera Taylora, wydany w 1994.

## Lista utworów
1. "Nazis 1994" (2:35)
2. "Happiness" (3:17)
3. "Revelations" (3:44)
4. "Touch the Sky" (5:04)
5. "Foreign Sand" (6:53)
6. "Freedom Train" (6:12)
7. "You Had To Be There" (2:55)
8. "The Key" (4:25)
9. "Everybody Hurts Sometime" (2:52)
10. "Loneliness..." (2:25)
11. "Dear Mr. Murdoch" (4:19)
12. "Old Friends" (3:33)

## Single z albumu
1. "Nazis 1994"
2. "Foreign Sand"
3. "Happiness"

## Skład nagrywający
- Roger Taylor - perkusja, wokal, gitara i rzeczy
- Jason Falloon - gitara
- Phil Spalding - bas
- Mike Crossley - fortepian i syntezatory
- Catherine Porter - chórki
- Josh Macrae - programowanie

Piosenkę "Foreign Sand" Roger nagrał z innym składem:
- Roger Taylor - wokal
- Yoshiki - aranżacja, perkusja, fortepian i syntezatory
- Jim Cregan - gitara
- Phil Chen - bas
- Dick Marx - aranżacja skrzypiec
- Brad Buxer i Geoff Grace - programowanie